# Lambert al II-lea de Lens
Lambert al II-lea (d. 1054) a un nobil francez, devenit conte de Lens.
Lambert era unul dintre fiii contelui Eustațiu I de conte de Boulogne cu Maud de Leuven (fiica contelui Lambert I de Leuven). În jurul anului 1053, el s-a căsătorit cu Adelaida de Normandia, contesă de Aumale, fiica ducelui Robert I de Normandia și soră cu Guillaume Cuceritorul. Adelaide era văduva contelui Enguerrand al II-lea de Ponthieu, care murise din 1053. În cca. 1054, Lambert și Adelaide au avut o fiică, Iudith de Lens, însă Lambert nu a apucat să o vadă, fiind ucis într-o bătălie de lângă Lille în același an. Atunci când a căzut în luptă, Lambert se implicase în susținerea contelui Balduin al V-lea de Flandra împotriva împăratului Henric al III-lea. Rămasă din nou văduvă, Adelaida s-a căsătorit pentru a treia oară, contele cu Odo de Champagne.